# Rosa lucidissima
Rosa lucidissima är en rosväxtart som beskrevs av H. Lév.. Rosa lucidissima ingår i släktet rosor, och familjen rosväxter. Utöver nominatformen finns också underarten R. l. laevis.